# MTM Enterprises
MTM Enterprises, Inc. (znane również pod nazwą MTM Productions) – w latach 1969–1998 amerykańska firma działająca, zajmująca się produkcją seriali telewizyjnych, założona w 1969 przez Mary Tyler Moore i jej ówczesnego małżonka, Granta Tinkera. Nazwa firmy to w rzeczywistości inicjały Moore.

## Historia
Firmę założyła w 1969 roku aktorka Mary Tyler Moore razem z Grantem Tinkerem. Celem założenia jej była produkcja sitcomu The Mary Tyler Moore Show dla telewizji CBS. W tym celu Moore nawiązała współpracę z reżyserem i scenarzystą Jamesem L. Brooksem oraz scenarzystą i producentem Allanem Burnsem, którzy z firmą współpracowali do 1977, po czym przenieśli się do Paramount Pictures i założyli razem z Edem Weinbergerem, Davidem Davisem i Stanem Danielsem John Charles Walters Company. Zaledwie dwa lata po założeniu firmy Tinker musiał opuścić 20th Century Fox Television ze względu na konflikty w sposobie zarządzania MTM, natomiast w 1981 został prezesem NBC.
Większa część programów MTM nadawana była w telewizji CBS, z którą firma ściśle współpracowała. Razem obie spółki były właścicielami CBS Studio Center w Studio City w Los Angeles, gdzie znaczna część programów MTM była kręcona.
Od 1984 do 1988 istniała wytwórnia płytowa MTM Records, należąca do Capitol Records.
W 1986 powstała spółka MTM Television Distribution, zajmująca się dystrybucją seriali kręconych przez MTM.
W 1988 roku brytyjski nadawca Television South zakupił MTM za 320 mln dolarów. Gdy Television South utraciło franczyzę nadawania w sieci ITV na rzecz Meridian Broadcasting, MTM zostało odsprzedane International Family Entertainment dnia 23 stycznia 1993 roku za 56,5 mln funtów.
W 1995 roku do firmy dołączył Michael Ogiens, chcąc objąć stanowisko prezesa firmy. W 1997 roku doszło jednak do licznych zwolnień po tym, jak program The Cape został anulowany, a spółka IFE została sprzedana News Corporation. 19 maja 1998 oficjalnie zlikwidowano spółkę, a prawo do jej programów objęła spółka 20th Century Fox Television.

## Programy
- The Mary Tyler Moore Show (1970–1977)
- The Bob Newhart Show (1972–1978)
- Rhoda (1974–1978)
- The Texas Wheelers (1974–1975)
- Friends and Lovers (1974)
- The Bob Crane Show (1975)
- Doc (1975–1976)
- Phyllis (1975–1977)
- Three For The Road (1975)
- The Lorenzo & Henrietta Music Show (1976)
- The Tony Randall Show (1976–1978)
- The Betty White Show (1977–1978)
- Lou Grant (1977–1982)
- We’ve Got Each Other (1977–1978)
- WKRP in Cincinnati (1978–1982)
- Mary (1978)
- The White Shadow (1978–1981)
- The Mary Tyler Moore Hour (1979)
- The Last Resort (1979–1980)
- Paris (1979-1980)
- Posterunek przy Hill Street (1981–1987)
- Remington Steele (1982–1987)
- Newhart (1982–1990)
- St. Elsewhere (1982–1988)
- Bay City Blues (1983)
- The Duck Factory (1984)
- Mary (1985-1986)
- Fresno (1986)
- The Popcorn Kid (1987)
- Beverly Hills Buntz (1987–1988)
- Eisenhower and Lutz (1988)
- Annie McGuire (1988)
- Tattingers (1988–1989)
- FM (1989-1990)
- Rescue 911 (1989-1996)
- America’s Funniest Home Videos (MTM odpowiadało za produkcję od 1989 do 1998; program istnieje do dziś)
- City (1990)
- Capital News (1990)
- The Trails Of Rose O’Neill (1990–1992)
- Miasteczko Evening Shade (1990–1994)
- You Take The Kids (1990–1991)
- The New WKRP in Cincinnati (1991–1993)
- Graham Kerr’s Kitchen (1992–1995)
- Doktor Quinn (1993–1998)
- Xuxa (1993)
- Christy (1994–1995)
- Klan McGregorów (odpowiedzialni za dystrybucję w USA w latach 1994–1998)
- Boogies Diner (1994–1995)
- Family Challenge (1995–1997)
- Sparks (1996–1998)
- The Cape (1996–1997)
- Kameleon (1996–2001; tylko sezon 1)
- Bailey Kipper’s P.O.V. (1996)
- Shopping Spree (1996–1997)
- Wait Til’ You Have Kids (1996–1997)
- It Takes Two (1997)
- Good News (1997–1998)